# 완주중학교
완주중학교(完州中學校)는 대한민국 전북특별자치도 완주군 봉동읍 낙평리에 있는 공립 중학교이다.

## 학교 연혁
- 1948년 6월 5일 : 완주중학교 개교
- 1955년 5월 16일 : 고등학교 병설
- 1962년 2월 29일 : 고등학교 폐교
- 1967년 4월 10일 : 농고 병설
- 1973년 2월 28일 : 농고 폐교
- 2023년 3월 1일 : 제25대 송기용 교장 부임
- 2024년 1월 4일 : 제75회 졸업식(127명) 총 16,276명
- 2024년 3월 4일 : 제78회 신입생 입학식(6학급), 총 20학급 편성(특수학급 2학급 포함)

## 참고 자료
- 완주중학교 - 한국교육학술정보원 학교알리미